# Guy Mairesse
Guy Mairesse, francoski dirkač Formule 1, * 10. avgust 1910, Warmeriville, Marne, Francija, † 24. april 1954, Montlhéry, Francija.
Guy Mairesse je pokojni francoski dirkač Formule 1. Debitiral je na zadnji dirki sezone 1950 za Veliko nagrado Italije, kjer je odstopil. V naslednji sezone 1951 je nastopil na dveh dirkah, Velikih nagradah Švice in Francije, toda kljub temu, da je obe dirki končal, je bil zaradi prevelikega zaostanka za zmagovalcem neuvrščen. Leta 1954 se je smrtno ponesrečil na francoski dirki Coupe de Paris, kjer je trčil v zid ob cesti.

## Popolni rezultati Formule 1
(legenda) (odebeljene dirke pomenijo najboljši štartni položaj, poševne pa najhitrejši krog, †-uvrščen kljub odstopu)
| Leto | Moštvo          | Šasija           | Motor             | 1      | 2   | 3   | 4      | 5   | 6   | 7       | 8   | Prv | Toč |
| ---- | --------------- | ---------------- | ----------------- | ------ | --- | --- | ------ | --- | --- | ------- | --- | --- | --- |
| 1950 | Guy Mairesse    | Lago-Talbot T26C | Talbot Straight-6 | VB     | MON | 500 | ŠVI    | BEL | FRA | ITA Ret |     | -   | 0   |
| 1951 | Ecurie Belgique | Lago-Talbot T26C | Talbot Straight-6 | ŠVI NC | 500 | BEL | FRA NC | VB  | NEM | ITA     | ŠPA | -   | 0   |